# Mara Mattuschka
Mara Mattuschka (Sofia, 22 de mayo de 1959) es una cineasta experimental austro-búlgara.

## Biografía
Mattuschka nació en Sofía, la capital búlgara en 1959. A los 15 años se trasladó con su familia a Viena —su ciudad de residencia desde entonces- para estudiar Etnología y Lingüística. En 1983, entró en la clase magistral de Maria Lassnig en Animación y Pintura en la Universidad de Artes Aplicadas de Viena y comenzó a hacer sus primeros cortometrajes en 16 mm, donde actuaba bajo el seudónimo de Mimi Minus. Su película de graduación, Der Einzug des Rokoko inselreich der Huzis, causó un pequeño escándalo en la universidad en 1989, porque mezclaba animación, teatro, interpretación, música y bellas artes. Se graduó en 1990. Desde 1997 hasta 2001 fue profesora de arte en la Universidad de Arte de Braunschweig en Alemania. También enseñó en la Universidad de Arte y Diseño de Linz.
Hasta 2003 trabajó en soporte analógico y en blanco y negro; a partir de entonces empezó a trabajar con el grupo de baile Liquid Loft y Chris Haring y a usar el color y el vídeo digital. En 2006, el festival de cine de cortometrajes VIS Vienna Independent Shorts dedicó una retrospectiva a su trabajo. Su primer largometraje lo realizó en 2012. Filmarchiv Austria mostró una retrospectiva de su trabajo con ocasión del 60 cumpleaños de la autora en 2019.
Es una de las figuras más importantes del cine experimental europeo. El aspecto más destacado de sus films, así como de sus últimas producciones de vídeo (Id, Plasma), es el modo en cómo se relaciona con su propio cuerpo. Mattuschka no es la única protagonista ante la cámara en sus vídeo-films, ya que su cuerpo también funciona como si de un lienzo se tratara, objeto y sujeto que es pintado, extendido, recortado, deformado con efectos especiales, etc. El otro punto de referencia de su obra es un análisis continuo y poderoso de las producciones de cine experimentales de Hollywood del pasado y del presente, con una intensa búsqueda tanto del sonido como de la música.

## Filmografía
| - Nabelfabel (1984) - Kugelkopf (1985) - Der Untergang der Titania (1985) - Cerolax II (1985) - Die Schule der Ausschweifung (1986) - Parasympathica (1986) - Pascal - Gödel (1986) - Kaiser Schnitt (1986) - Es hat mich sehr gefreut (1987) - Les Miserables (1987) - Der Einzug des Rokoko ins Inselreich der Huzis (1989) - Loading Ludwig (1989, con Michael Petrov) | - Der Schöne, die Biest (1993) - S. O. S. Extraterrestria (1993) - Suvlaki ist Babylon: Komm, iss mit mir (1995) - Unternehmen Arschmaschine (1997, con Gabriele Szekatsch) - Plasma (2004) - Legal Errorist (2005, con Chris Haring) - Königin der Nacht (Mozart Minute 20) (2006) - Part Time Heroes (2007, con Chris Haring) - Running Sushi (2008, con Chris Haring) - Burning Palace (2009, con Chris Haring) - Ovid Tum (2012,con Reinhard Jud) - Perfect Garden (2013) - Phaidros (2018) |